# Дауир
«Дауир» (каз. «Дәуір») — крупное полиграфическое издательство в Казахстане. Находится в Алма-Ате. Специализируется на выпуске газетно-журнальной, книжной и другой печатной продукции.
Издательство образовано в 1932 году. В течение продолжительного времени издательство «Дауир» являлось печатным органом ЦК Компартии Казахстана, издавало республиканские газеты и журналы. С 1991 года «Дауир» стал республиканским газетно-журнальным издательством. В 1998 на международной выставке в Париже «Дауир» за высокие производственно-технологические показатели награждено «Золотой Звездой».
В 2003 году к издательству «Дауир» было присоединено производственное объединение полиграфической продукции «Китап» (каз. «Кітап»). Объединённое предприятие преобразовано в ТОО «Республиканский полиграфическо-издательский комплекс „Дауир“».